# Стратегия кодирования глагольных актантов
Стратегия кодирования глагольных актантов (стратегия морфосинтаксического кодирования) — система отношений между аргументами глагола, определяющая базовую структуру предложения. Разные стратегии различаются прежде всего в кодировании основных актантов переходного и непереходного глагола. В лингвистике выделяются эргативная, аккузативная, активная, контрастивная, нейтральная, трёхчленная и тематическая стратегии кодирования (и соответствующие конструкции предложения).

## Семантические и грамматические роли
При построении фразы на любом языке выделяют два базовых члена предложения — активный (агенс, или субъект) и пассивный (пациенс, или объект). Обычно глагол может присоединять к себе без предлога до трёх существительных (актанта): «Хозяин дал кость собаке» («дал» — глагол, три существительных — актанты: «хозяин» — агенс, «кость» — пациенс, или прямое дополнение, «собаке» — адресат, или косвенное дополнение). В этом случае говорят, что глагол «дал» — трёхвалентный. Если глагол объединяет два актанта, то он считается двухвалентным: «Собака видит кошку».
Но есть и такие глаголы, которые способны присоединять только один актант: «Собака спит». В этом случае принято говорить, что глагол «спать» одновалентный.
Валентность связана с категорией переходности-непереходности. Одновалентные глаголы, как правило, относятся к непереходным (интранзитивным), а многовалентные — к переходным (транзитивным). Если в языках номинативного строя (к ним относится, например, русский) переходность-непереходность грамматически не выражена, то в эргативных языках эта категория — базовая при распределении падежей в предложении. Таким образом (с учётом переходности-непереходности) в предложении выделяют:
(А) активный член предложения (субъект переходного глагола),
(P) пассивный (объект переходного глагола),
(S) статичный (субъект непереходного глагола).

## Стратегии кодирования
Различные способы кодировки этих членов предложения (А, P и S) приводят к тому, что языки относятся к тому или иному строю. Подавляющее число языков мира относятся к номинативному строю, меньшая часть — к эргативному. Сравнительно недавно был выделен ещё один строй — активный. Новейшие теории в языкознании различают ещё несколько возможных способов кодировки актантов, которые являются ещё более редкими.

### Номинативная (номинативно-аккузативная) стратегия
В номинативных языках предложения с переходными и непереходными глаголами кодируются одинаково: статичный и активный член предложения не противопоставляются, а пассивный актант обозначается особо: А=S; P.
Собака (A) (NOM) поймала кошку (P) (ACC)
Собака (S) (NOM) спит

### Эргативная (эргативно-абсолютивная) стратегия
В эргативных языках наоборот — одинаково маркируются статичный и пассивный актанты, а вот активный член предложения обозначается иначе: S=P; А.
В русском языке похожая конструкция возможна с использованием пассивного (страдательного) залога и инструменталиса (творительного падежа).
Собакой (A) (ERG) кошка (P) (NOM) поймана
Собака (S) (NOM) спит
Если в одних языках (например, в нахско-дагестанских) эргативная конструкция является жёстким способом кодирования ядерных актантов, то в других языках (в картвельских, индийских) она ограничена обычно планом прошедшего времени, в третьих (в чукотско-камчатских, австралийских языках) эргативная конструкция при переходных глаголах допускает преобразование, аналогичное пассиву аккузативных языков.
Иногда в таких языках наряду с эргативной представлена дативная конструкция, функционирующая с глаголами чувственного восприятия, которые стоят вне категории переходности-непереходности. В этом случае активный член предложения помещается в дательном падеже. В аварском: Инсу-да вац вихана «Отцу брат привиделся» (Отец увидел брата); в баскском языке: Ni-ri hi gustatzen ha-tzai-t (Мне ты нравящийся ты-есть-мне) «Ты мне нравишься». Такая конструкция характерна и для русского языка: «Мне холодно» (Я мерзну), «Мне приснился сон» (Я увидел сон). Тогда предложение «Собака поймала кошку» преобразится в дативной конструкции в «Собаке (DAT) кошка (NOM) попалась».
В ряде нахско-дагестанских языков (цахурском языке, годоберинском языке) известны наряду с дативными аффективные конструкции, отличающаяся тем, что агенс при глаголах чувственного восприятия ставится в специальном аффективном падеже. В годоберинском языке она характерна для трёх экспериенциальных глаголов ha’a видеть, anɫa слышать, bi’a знать: imu-ra Anwar ha’a (Отцу Анвар привиделся) «Отец Анвара увидел».
Кроме того, в нахско-дагестанских языках выделяют локативную конструкцию. В годоберинском языке, в которой один из актантов оформляется номинативом, а другой — одной из пространственных форм: ʔali-ʧʼu biʧʧã darsi «Али понял урок»; waʦʦi jaʦʦ-u-qi haliʃʃi «Брат посмотрел на сестру».

### Активная (активно-стативная, семантическая) стратегия
Активные языки отличаются от других тем, что статичный член предложения с непереходным глаголом может оформляться либо как агенс, либо как пациенс в зависимости от желания говорящего подчеркнуть преднамеренность или непреднамеренность процесса. В предложении с непереходным глаголом и единственным ядерным актантом используется не единое кодирование по схеме эргативной конструкции, а два различных кодирующих средства в зависимости от типа глагола. Одно из них совпадает с кодированием агенса, а другое — с кодированием пациенса переходного глагола. Такая схема кодирования и получила название активной.
Формулой эту конструкцию можно выразить так: Sа=А; Sp=P. Эта конструкция наиболее последовательно различает агенс и пациенс, распространяя концепты переходного агенса и пациенса на единственный ядерный актант непереходного глагола. А именно, при непереходном глаголе различаются агенсоподобный (при глаголах типа бежать, работать) и пациенсоподобный (при глаголах типа умирать, погибать, падать) актанты. Довольно редко реализуется конструкция, противопоставляющая агенсоподобные и пациенсоподобные актанты переходного глагола (соответственно агентив и пациентив) единственному актанту непереходного глагола.
В русском языке весьма приблизительно данную конструкцию можно представить следующим образом:
Собака тошнит (преднамеренно)
Собаку тошнит (непреднамеренно)
Например, в табасаранском языке единственный актант глагола типа «падать» может интерпретироваться как пациентивно, так и агентивно: aqun-zu «я упал (случайно)» — aqun-za «я упал (намеренно)».
Среди особенностей языков активного строя, в котором категория одушевлённости переплетается с категорией активности:
- противопоставление активных и стативных глаголов (а не переходных и непереходных, как в номинативных и эргативных языках) или обусловленный переход активных глаголов в стативные и обратно;
- наличие двух рядов личных местоимений; напр., в языке ассинибойнов (одного из индейских племён на севере Великих равнин США и Канады):
  - активный ряд:  wa- 1 л., ед. ч., ya- 2 л., ед. ч., ̃uk 1 л.;
  - инклюзив и стативный ряд:  ma- 1 л., ед. ч., ni- 2 л., ед. ч., ̃uk 1 л. инклюзив.  Первый ряд используется для обозначения субъекта активного действия, второй — для субъекта стативных глаголов и объекта.
- противопоставление эксклюзива и инклюзива;
- отсутствие инфинитива, показателей 3-го лица в глаголе, имён прилагательных (они заменены стативными глаголами типа «быть высоким»), времён (при наличии разнообразных видовых значений), числа (множ. ч. возможно для одушевленных имён) и падежей при наличии двух посессивов — органической (неотторжимой) и неорганической (отторжимой) принадлежности (в адыгейском я-нэ «их-мать», а-нэ «их-сердца»);
- наличие разнокорневых глаголов, противопоставленных по числу участников процесса (в айнском ‘arpa «идёт» — paye «идут», raike «убивает одного», ronnu «убивает многих»);
- при развитости образования отглагольных имён они образуют только участников соответствующей ситуации, но не сами ситуации;
- отсутствие пассивных конструкций, связки и глаголов со значением ‘иметь’.

### Тематическая («филиппинская» или «австронезийская») стратегия
Есть ещё такой феномен, как филиппинские языки (например, тагальский), строй которых весьма специфичен. В них существительные противопоставляются не только по активности (субъект) и пассивности (объект), но и по актуальности (центральной роли в предложении) и неактуальности (периферийной роли). Актуальность выражается артиклями, а «актив-пассив» — в структуре глагола падежеобразными префиксами, суффиксами и инфиксами, выражающими направление (директив), получение (бенефициатив) и орудийность (инструменталис). Эти глагольные форманты отягощаются страдательным и действительным залогом. Если существительные строятся аналитически, то глаголы синтетически (есть чередования на стыке корней и формантов).
Характерное отличие филиппинских языков — использование рематива, как грамматическое средство логической ударности в предложении:
Mag-salis ang babae ng bigas sa sako para sa bata
Возьмет-(рема-принципал) (ang — рема) женщина (ng — пациентив) рис (sa — директив) мешок (para sa — бенефактив) ребёнок
Женщина возьмет рис из мешка ребёнку
Aasalin ng babae ang bigas sa sako para sa bata
Возьмет (пациентив-принципал) женщина рис мешок ребёнок
Женщина возьмет рис из мешка ребёнку
Aalian ng babae ng bigas ang sako para sa bata
Возьмет (рема-директив) женщина рис мешок ребёнок
Женщина возьмет рис из мешка ребёнку
Ipagsalis ng babae ng bigas sa sako ang bata
Возьмет (рема-бенефактив) женщина рис мешок ребёнок
Женщина возьмет рис из мешка ребенку

### Транзитивная стратегия
Транзитивные языки близки к эргативным, но в них всё-таки несколько другое распределение ролей в предложении. В них активный и пассивный актанты маркируются одинаково (либо флексии таких маркеров отсутствуют), а статичный актант стоит в особом «непереходном» (анти-эргативном) падеже. В русском языке такая конструкция невозможна даже приблизительно. К транзитивным относят некоторые памирские языки, например рушанский язык.

### Директная стратегия
В языках т. наз. «директного типа» все три актанта выражаются одинаково либо вовсе не маркируются и о распределении ролей в предложении можно догадаться из контекста (обычно это достигается за счёт жесткого порядка слов): S=P=А
В русском языке похожая конструкция возможна на том основании, что в некоторых случаях флексии именительного и винительного падежа совпадают.
Мать любит дочь
Мать спит
Теоретическое допущение относительно существования языков с грамматически иррелевантными падежами подтверждается на материале риау-индонезийского диалекта, описанного Д. Джилом.
В иврите неопределенное прямое дополнение не маркируется, а перед определенным стоит предлог את et, а за ним к основному слову присоединяется показатель артикля ה־ ha-.
קניתי ספר (kaníti séfer) - я купил (некую) книгу
קניתי את הספר (kaníti et ha-séfer) - я купил (определенную) книгу
В годоберинском языке некоторые переходные глаголы допускают построение биноминальной конструкции, когда именительным падежом (точнее не оформляется никаким падежом) маркируется как пациенс, так и агенс; смысловой глагол при этом согласуется по классу с пациенсом, а вспомогательный — с агенсом:
waʦʦ-u-di ʁuʁ-e r-ikkat-a r-uk’a Мальчик голубей ловил (эргативная конструкция)
waʦʦa ʁuʁ-e r-ikkat-a w-uk’a Мальчик голубей ловил (биноминальная конструкция).
К директному типу относят «языки без падежей» (гуарани, а также, например, английский язык). Беспадежность характерна в основном для языков активного типа. Из искусственных языков падежи отсутствуют в логлане и ложбане.

### Трёхчленная стратегия
Для оформления ядерных актантов при переходных и непереходных глаголах в рамках этой стратегии используются не две, а три различных кодировки (статив, агенс и пациенс) маркируются тремя различными падежами: номинативным (точнее: интранзитивом), эргативом и аккузативом соответственно. Такие языки ещё называют эргативно-аккузативными.
В русском языке похожая конструкция возможна в единственном примере и то за счёт того, что есть одно заимствованное из греческого языка имя собственное, имеющее разные (не нулевые) флексии в прямом и косвенном падежах.
Христом (А) спасён мир (P)
Христос (S) явился
В языке не-персе (семья пенути на северо-западе США) эргатив образуется за счёт суффикса -nim, аккузатив -ne, а номинатив (абсолютив) не выражен грамматически. Помимо не-персе к языкам такого типа можно отнести австралийские языки семьи пама-ньюнга: вангкумара и калау-лагау-йа.
Известен ряд искусственных языков, пользующихся и эргативом, и аккузативом. К таковым относится язык на’ви. В предложении выделяют в первую очередь активную (стативную) или пассивную роль существительных, а потом уже падежи (родительный, дательный и местные). Так, например строится предложение:
Oe-yä tukru-l txe’lan-it t-iv-akuk
«Я-(Р.п.) копье-(Эрг.п.) сердце-(В.п.) ударить» (-iv- инфикс сослагательного наклонения). Если перевести на литературный язык, получится «Пусть мое копье поразит сердце».
Если глагол не требует прямого дополнения (то есть является одновалентным, а значит непереходным, или, как ещё говорят, интразитивным), то субъект ставится в интразитивном падеже (точнее не маркируется вовсе):
Оe omum «Я (INTR) знаю»
Или другой пример, где также субъект стоит в интранзитиве, поскольку глагол «быть» непереходный и одновалентный:
Pxan l-iv-u txo nì-’aw oe nga-ri
«Достоин быть (-iv- инфикс сослагательного наклонения) если единственно (nì- префикс наречия) я (INTR) ты-(LOC)»
«Только если я тебя достоин».
Типология языка ифкуиль подобна трехчленной, но различает не три, а шесть актантов: агенсы, подобно активным языкам, могут быть намеренными либо ненамеренными, а пациенс направленного действия может как терпеть на себе воздействие, так и быть "объектом ссылки", например, в случае таких действий, как восприятие (видеть, слышать, чувствовать), желание (хотеть, любить, ненавидеть) и прочих. Для передачи данного различия смыслов на русском требуется добавлять в конструкцию дополнительные слова.

### Схематическое представление различных стратегий
На схеме внизу показано, как три семантические роли (актив А, пассив Р, статив S) распределяются между двумя грамматическими планами (субъектом Sub и объектом O), прямым и косвенным падежами. Эти семантические роли могут маркироваться одним, двумя, тремя падежами (либо не маркироваться вовсе).
| номинативно-аккузативная схема  | эргативно-абсолютивная схема  | транзитивная схема | директная схема | трёхчленная схема |
| номинативно- аккузативная схема | эргативно- абсолютивная схема | транзитивная схема | директная схема | трёхчленная схема |

### Другие стратегии
Формы предикации без глагола являются, по-видимому, древнейшими. Существует теория о развитии таких безглагольных конструкций: от наиболее примитивных, строящихся на соположении двух имен («Воин-победитель», «Царь-девица»), именном предложении «сущности» вневременно́го типа («Грех сладко, а человек падко», «Varium et mutabile semper femina» — «Изменчива и непостоянна всегда женщина») до именного предложения «существования», локализованного во времени («Этот воин — победитель»), и глагольного предложения («Воин стал победителем»).
Надо заметить, синтаксис санскрита в большой степени зависит от характера и вида текста. Один полюс — синтаксическая система, ориентированная на глагольный строй и богатство флективных форм, другой — преобладание именного строя (обилие сложных слов-композитов, часто эквивалентным предложению; уменьшение роли глагола; аналитические формы времени и наклонения).